# Epicauta unilineata
Epicauta unilineata es una especie de coleóptero de la familia Meloidae.

## Distribución geográfica
Habita en Guatemala, El Salvador y México.